# Zhuge Liang
Zhuge Liang a fost un apreciat sfetnic al lui Liu Bei, fondator al dinastiei Shu-Han din timpul Celor șase dinastii. Liu a fost atât de impresionat de Zhuge, încât, pe patul de moarte, l-a implorat să preia tronul dacă fiul lui se va dovedi incapabil. Un geniu al matematicii și al mecanicii, Zhuge este considerat inventatorul arcului care trage mai multe săgeți deodată și a celor opt dispozitive, o serie de tactici militare.  I se atribuie adesea puteri supranaturale fiind un personaj preferat în poveștile chinezești, în special în Povestea celor trei regate(Sanguozhi yanli). În 1724 a fost declarat sfânt confucianist.
Zhuge Liang este descris în Wu Shuang Pu (無雙 譜, Tabelul eroilor fără egal) de Jin Guliang.

## Familia
- Tatăl: Zhuge Gui
- Mama:
- Unchi: Zhuge Xuan
- Frați/surori:
  - Zhuge Jin
  - Zhuge Jun
  - 2 surori
- Soție: Doamna Huang
- Copii:
  - Zhuge Zhan
  - Zhuge Huai
  - Zhuge Qiao
- Nepoți:
  - Zhuge Pan
  - Zhuge Shang
  - Zhuge Jing
  - Zhuge Zhi
- Descendenți:
  - Marie Zhuge Ziqi

1. ↑  Autoritatea BnF, accesat în 10 octombrie 2015
2. ↑  CONOR.SI[*] Verificați valoarea |titlelink= (ajutor)